# Filming Othello
Pour plus de détails, voir Fiche technique et Distribution.
Filming Othello est un film documentaire allemand réalisé par Orson Welles, sorti en salles en 1978.

## Synopsis
Orson Welles se présente dans une salle de montage. Il raconte l'histoire du tournage d'Othello (naissance du projet, difficultés à trouver les finances...) et disserte sur l'importance du montage.

## Fiche technique
- Réalisation : Orson Welles
- Images : Gary Graver (16mm Eastmancolor)
- Montage : Marty Roth
- Musique : Francesco Lavagnino
- Production : Klaus et Jürgen Hellwig, Télévision Ouest-Allemande

## Distribution
Dans leurs propres rôles :
- Orson Welles
- Hilton Edwards
- Michael MacLiammoir